# شهرستان شیشیا
شهرستان شیشیا (به لاتین: Xixia County) یک شهرستان‌های جمهوری خلق چین در چین است که در نانیانگ واقع شده‌است.
 شهرستان شیشیا ۳٬۴۵۲ کیلومتر مربع مساحت و ۴۲۰٬۰۰۰ نفر جمعیت دارد.